# كوبر روث
كوبر روث (بالإنجليزية: Cooper Roth)‏ ممثل أمريكي ولد في 27 سبتمبر 2000 في مانهاتن بيتش، كاليفورنيا بدأ مشواره الفني عام 2013 .

## روابط خارجية
- كوبر روث على موقع IMDb (الإنجليزية)
- كوبر روث على موقع ميتاكريتيك (الإنجليزية)
- كوبر روث على موقع روتن توميتوز (الإنجليزية)
- كوبر روث على موقع ألو سيني (الفرنسية)
- كوبر روث على موقع أول موفي (الإنجليزية)
- كوبر روث على موقع قاعدة بيانات الفيلم (الإنجليزية)
- كوبر روث على موقع كينوبويسك (الروسية)